# Anne Mireille Nzouankeu
Anne Mireille Nzouankeu ist eine kamerunische Journalistin.
Sie arbeitet für die kamerunische Tageszeitung Le Jour und die britische Zeitung The Guardian und als Korrespondentin für den niederländischen Radiosender Radio Nederland Wereldomroep. Außerdem schreibt sie für verschiedene Online-Journale.
Ihre Reportage „Cameroun : la double vie des homosexuels“, in der sie über die Folgen der Kriminalisierung und gesellschaftlichen Ausgrenzung homosexueller Menschen in Kamerun berichtete, löste eine landesweite Debatte aus und rief viele feindselige Reaktionen hervor. Für ihren Mut, dieses tabuisierte Thema an die Öffentlichkeit zu bringen, wurde sie 2011 von der Europäischen Kommission mit dem Lorenzo-Natali-Preis ausgezeichnet.
Nzouankeu lebt in Yaoundé.